# Дмитриев, Михаил Петрович (генерал)
Михаил Петрович Дмитриев (19 ноября 1898, Петровские Бабы, Санкт-Петербургская губерния — 10 ноября 1984, Москва) — советский военачальник, генерал-полковник артиллерии (31.05.1954).

## Биография
Родился 19 ноября 1898 года в деревне Петровское Кологородской волости 2-го земского участка 1-го стана Лужского уезда в крестьянской семье. Русский.
С 1907 года, после окончания начальной школы, работал в деревне.

## Военная служба
С 1916 года в армии, рядовой Сестрорецкого пехотного полка — участник 1-й мировой войны, был контужен и отравлен газами.
В октябре 1917 года участвовал в штурме Зимнего дворца.
С 1918 года в Красной Армии. Участник Гражданской воины, участвовал в боях с войсками Деникина, Врангеля, Юденича, войну закончил командиром артиллерийского дивизиона и продолжил службу в РККА.
В 1924 году окончил артиллерийские КУКС.
В 1934 году окончил Высшие артиллерийские курсы и был назначен командиром артиллерийского полка, затем начальником артиллерии стрелковой дивизии.
Участник Гражданской войны в Испании, за боевые отличия в которой был награждён орденом Красного Знамени.
Член ВКП(б) с 1938 года.
В 1939 году назначен начальником артиллерии 50-го стрелкового корпуса.
В 1940 году в должности начальника артиллерии 7-й армии участвует в советско-финляндской войне, награждён орденом Красного Знамени.
В 1941 году окончил курсы при Академии Генштаба.

### Великая Отечественная война
С июня 1941 года начальник артиллерии 4-й армии Западного фронта;
С июля 1941 года по июль 1943 года поочередно занимал должность начальника (командующего) артиллерии: Центрального, Брянского, Воронежского, Юго-Западного фронтов.
За время войны генерал Дмитриев был пять раз персонально упомянут в благодарственных в приказах Верховного Главнокомандующего.

### Послевоенное время
С июня 1945 года командующий артиллерией Тбилисского, затем Белорусского военных округов.
С 1956 года служит на различных должностях в Управлении командующего Ракетными войсками и артиллерией Сухопутных войск.
С 1958 года начальник управления боевой подготовки Ракетными войсками и артиллерией Сухопутных войск.
С 1961 года в отставке.
Умер 10 ноября 1984 года, похоронен на Введенскои кладбище в Москве.
Сын Дмитриев, Игорь Михайлович (1929—2007) — генерал-полковник авиации (1984), с 1978 г. командующий 23-й воздушной армией, в 1983—1990 годах командующий ВВС Московского ВО, с 1990 г. в отставке.

## Воинские звания
- 5 ноября 1939 года — комбриг;
- 4 июня 1940 года — генерал-майор артиллерии;
- 17 ноября 1942 года — генерал-лейтенант артиллерии;
- 31 мая 1954 года — генерал-полковник артиллерии

## Награды

### СССР
- два ордена Ленина (27.03.1942[3], 21.02.1945[4])
- пять орденов Красного Знамени (в том числе:1938[3], 1940[3], 03.11.1944[4], 1948[4])
  - Медали СССР в.т.ч.:
  - «XX лет Рабоче-Крестьянской Красной Армии»
  - «За оборону Сталинграда»
  - «За Победу над Германией в Великой Отечественной войне 1941—1945 гг.»
  - «За взятие Кенигсберга»
  - «За освобождение Варшавы»
  - «Ветеран Вооружённых Сил СССР»
- знак «50 лет пребывания в КПСС»

Приказы (благодарности) Верховного Главнокомандующего в которых отмечен М. П. Дмитриев
- За переход в наступление из района Ковеля, прорыв сильно укрепленной обороны немцев продвижение вперед на 50 километров, выход к реке Западный Буг, и овладении более 400 населенных пунктов, в том числе крупных населенных пунктов Ратно, Малорыта, Любомль, Опалин. 20 июля 1944 года. № 142.
- За овладение областным центром Белоруссии городом и крепостью Брест (Брест-Литовск) — оперативно важным железнодорожным узлом и мощным укрепленным районом обороны немцев на варшавском направлении. 28 июля 1944 года № 157.
- За переход в наступление на двух плацдармах на западном берегу реки Нарев, севернее Варшавы, прорыв глубоко эшелонированной обороны противника и овладение сильными опорными пунктами обороны немцев городами Макув, Пултуск, Цеханув, Нове-Място, Насельск. 17 января 1945 года № 224.
- За овладение городами Гнев (Меве) и Старогард (Прейсиш Старгард) — важными опорными пунктами обороны немцев на подступах к Данцигу. 7 марта 1945 года. № 294.
- За овладение городом и крепостью Гданьск (Данциг) — важнейшим портом и первоклассной военно-морской базой немцев на Балтийском море. 30 марта 1945 года. № 319.